# 巴克斯金 (印地安納州)
巴克斯金（英語：Buckskin）是位於美國印地安納州吉布森縣的一個非建制地區。

## 历史
美国人口普查局在2022年美国社区调查中将巴克斯金划定为普查规定居民点。